# Lazare Eloundou Assomo
Lazare Eloundou Assomo, camerounais, né en 1968, est le premier Africain à devenir le directeur du patrimoine mondial de l'UNESCO.

## Biographie

### Enfance et début
Lazare Eloundou Assomo, né en 1968 au Cameroun, quitte ce pays pour la France à l'âge de 17 ans. Il effectue des études d’architecture et d’urbanisme à l'École nationale supérieure d'architecture de Grenoble et commence à y travailler en tant que chercheur associé au Centre international de la construction en terre en 1996. 
Il se fait remarquer par Nelson Mandela avec son projet de logements sociaux en Afrique du Sud.

### Carrière
Lazare Eloundou Assomo intègre l’UNESCO en 2003 au sein de l’Unité Afrique du Centre du patrimoine mondial. Il contribue à la création du Fonds pour le patrimoine mondial africain et au développement du Programme du patrimoine mondial pour l’architecture de terre (WHEAP). De 2008 à 2013, il dirige l’Unité Afrique du Centre du patrimoine mondial.
En 2013, il rejoint le bureau de l’UNESCO au Mali et en prend la direction en 2014 avec pour mission de protéger le patrimoine culturel du pays dans ce contexte de guerre.
En 2016, il intègre l'UNESCO en France en qualité de directeur et, dès 2018, est chargé de la culture et des situations d’urgence (pour protéger les biens lors des conflits, des désastres, des catastrophes climatiques) et de la restitution des biens culturels au titre de la Convention de 1970,.
Nommé le 6 décembre 2021 par la directrice générale de l'UNESCO, Audrey Azoulay, et en remplacement de Mechtild Rössler, partie à la retraite en septembre 2021, il devient le premier Africain à la tête du Centre du patrimoine mondial de l’UNESCO.

## Publications
- Patrimoine mondial africain : une diversité remarquable, co-écrit avec Ishanlosen Odiaua et publié en 2012 par l’UNESCO[3]